# Mariah Carey
Mariah Carey (Huntington (New York), 27 maart 1969 of 1970) is een Amerikaanse pop-/r&b-zangeres, songwriter, producer, actrice en schrijver. Ze wordt ook wel de "Songbird Supreme" en de "Queen of Christmas" en "Mimi" genoemd en staat bekend om haar vocale bereik van vijf octaven, melismatische zangstijl en het kenmerkende gebruik van het fluitregister. Carey werd in 1990 beroemd met haar gelijknamige debuutalbum. Ze was de eerste artiest die met haar eerste vijf singles een nummer 1-notering in de Amerikaanse top 100 behaalde.
Careys debuutalbum werd uitgebracht onder leiding van Columbia Records platenbaas Tommy Mottola, met wie ze drie jaar later trouwde. Carey behaalde grote successen met de albums "Music Box" (1993), "Merry Christmas" (1994) en "Daydream" (1995) en met singles als "Hero", "Without You", "All I Want for Christmas Is You", "Fantasy", "Always Be My Baby" en "One Sweet Day". Na de scheiding van Mottola nam Carey een nieuw imago aan en incorpereerde meer hiphopelementen op haar volgende album Butterfly (1997). Billboard noemde haar de 'Artist of the Decade' (1990), terwijl de World Music Awards haar eerden als de best verkopende vrouwelijke popartiest van het millennium.
In 2001, na elf opeenvolgende jaren van Amerikaanse nummer 1-singles, verliet Carey Columbia en tekende een platencontract van 100 miljoen dollar bij Virgin Records. Na haar veelbesproken fysieke en emotionele inzinking en het mislukken van haar film Glitter (2001) en de soundtrack, kocht Virgin haar contract af voor 28 miljoen dollar. Het jaar daarop tekende ze bij Island Records.
Na enkele onsuccesvolle jaren keerde Carey terug naar de top van de muziekindustrie met The Emancipation of Mimi (2005), dat het best verkochte album in de VS en 's werelds tweede best verkochte album van 2005 werd. De tweede single, "We Belong Together", eindigde bovenaan de 'US Billboard Hot 100 decade-end chart' (2000s). Ze won de Breakthrough Actress Performance Award op het Palm Springs International Film Festival voor haar rol in de film Precious uit 2009. Careys volgende activiteiten waren onder meer jurylid bij American Idol, de docu-serie Mariah's World, de films The Butler (2013), A Christmas Melody (2015), The Lego Batman Movie (2017) en het publiceren van haar memoires in 2020 genaamd 'The meaning of Mariah Carey'.
Carey is een van de best verkopende muziekartiesten aller tijden, met een verkoop van meer dan 220 miljoen platen wereldwijd. Negentien van haar liedjes hebben bovenaan de Amerikaanse Billboard Hot 100 gestaan. Ze heeft het record voor de meeste nummer 1-singles van een soloartiest (negentien), een vrouwelijke songwriter (achttien) en een vrouwelijke producer (vijftien) in de Verenigde Staten. Carey is momenteel de hoogst gecertificeerde vrouwelijke artiest in de Verenigde Staten, met 71 miljoen gecertificeerde albumeenheden. Op de VH1's lijst van de '100 Greatest Women in Music' belandde ze op de tweede plek en in 2019 riep Billboard haar uit tot "top-charting female solo-artist". Carey heeft vijf Grammy Awards, negentien World Music Awards, tien American Music Awards en vijftien Billboard Music Awards gewonnen. Ze werd in 2022 opgenomen in de Songwriters Hall of Fame. Ze staat bekend om het inspireren van andere (R&B) artiesten en het populair maken van hiphop in popmuziek.

## Levensloop

### Jeugd
Mariah Carey werd geboren als kind van een Afro-Venezolaanse vader en een Ierse moeder. Haar naam is afgeleid van het nummer "They Call the Wind Maria", oorspronkelijk uit de Broadway-musical Paint Your Wagon uit 1951. Ze is de jongste van drie kinderen. Raciale spanningen weerhielden de familie Carey ervan om in hun gemeenschap te integreren. Na de scheiding van haar ouders had Carey weinig contact met haar vader en had haar moeder verschillende banen om het gezin te onderhouden. Carey bracht een groot deel van haar tijd alleen thuis door en begon op driejarige leeftijd te zingen, waarbij ze vaak haar moeders versie van Verdi's opera Rigoletto in het Italiaans imiteerde. Haar oudere zus trok in bij hun vader; Mariah en haar oudere broer woonden bij hun moeder.
Tijdens haar jaren op de lagere school blonk ze uit in de kunsten, zoals muziek en literatuur. Carey begon met het schrijven van poëzie en teksten op Harborfields High School in Greenlawn (New York), waar ze afstudeerde in 1987. Carey startte met haar vocale training onder begeleiding van haar moeder. Hoewel haar moeder een klassiek geschoolde operazangeres was, heeft ze haar dochter nooit onder druk gezet om een carrière in de klassieke opera na te streven. Mariah herinnerde zich dat haar moeder nooit een opdringerige moeder was geweest. Ze zei nooit: 'Geef het meer een opera-achtig gevoel.' Hoewel Mariah opera respecteert heeft het haar verder niet beïnvloed. Op de middelbare school was Mariah Carey vaak afwezig vanwege haar werk als demozangeres; als gevolg daarvan gaven haar klasgenoten haar de bijnaam Mirage. Haar werk in de Long Island-muziekscene gaf haar de kans om samen te werken met muzikanten als Gavin Christopher en Ben Margulies, met wie ze samen het materiaal voor haar demo-tape schreef. Nadat ze naar New York was verhuisd, werkte ze parttime om de huur te betalen en voltooide ze 500 uur ten behoeve van een opleiding tot schoonheidsspecialiste. Carey verhuisde naar een appartement met één slaapkamer in Manhattan en deelde het met vier andere vrouwelijke studenten. Carey werd in deze periode achtergrondzangeres voor Brenda K. Starr.

### Ontdekking (1988–1990)
Nadat ze haar highschooldiploma had gehaald, verhuisde Carey naar New York om haar kansen om zangeres te worden te vergroten. Om aan geld te komen had ze diverse baantjes. Zo werkte ze een korte periode in een kapperswinkel. De Amerikaanse zangeres Brenda K. Starr vroeg Carey als achtergrondzangeres voor haar platen. Toen Starr erachter kwam dat Carey over een geweldige stem beschikte en zelf ook erg graag zangeres wilde worden, zorgde zij ervoor dat Carey met de juiste mensen in contact kwam.
Tijdens een feestje in november 1988 werd Carey door Brenda aan Tommy Mottola (directeur van platenmaatschappij Sony Music) voorgesteld. Die luisterde naar haar demo in zijn limousine onderweg naar huis en was meteen in de ban van haar stem. Vervolgens vroeg hij de chauffeur om terug te keren zodat hij Carey een platencontract kon aanbieden. Carey was echter al vertrokken. Via het management van Brenda K. Starr wist Mottola erachter te komen waar Carey was en vervolgens tekende ze een deal bij Columbia Records.

### Eerste successen (1990–1992)
Er werd veel aandacht en geld gestoken in het eerste album van Carey. Samen met Ben Margulies schreef ze alle elf nummers van de plaat. Als eerste single verscheen in mei 1990 de ballad Vision of Love. Kort na verschijning van de single werd het debuutalbum van de zangeres uitgebracht, simpelweg Mariah Carey geheten. De combinatie van talent, goede marketing, goede looks en een portie geluk liet haar ster snel omhoog schieten. Vision of Love maakte een lage intrede in de Amerikaanse Billboard Hot 100, maar dankzij veel promotie klom het nummer steeds hoger, en eindigde het uiteindelijk op de eerste plaats. Het album werd al vrij snel nadat het was uitgekomen met platina bekroond.
In september volgde de tweede single Love Takes Time, opnieuw een ballad, eigenlijk voor haar tweede album gepland. Het nummer werd door haar label echter zo goed bevonden, dat ze besloot om het alsnog op haar debuut te zetten. Een goede zet, want de single werd haar tweede nummer 1-hit in Amerika. In Europa verkocht Love Takes Time stukken minder, maar haar albums gingen wel als warme broodjes over de toonbank. In Nederland kreeg met name de B-kant Sent from Up Above veel airplay, doordat die door de AVRO werd uitgeroepen tot AVRO's Radio 3 Tip. Ook kwam Carey naar Nederland voor promotie en zong ze Love Takes Time live in Countdown. Begin 1991 werd Careys derde single Someday uitgebracht, ditmaal geen ballad maar een funky-achtige dansplaat. Dit wilde Carey zelf graag, aangezien ze niet gezien wilde worden als zangeres die enkel ballads kon zingen. De single werd Careys derde Amerikaanse nummer 1-hit.
Na Someday verscheen er wederom een ballad, I Don't Wanna Cry. Met deze single wist de zangeres opnieuw de eerste plaats van de Billboard Hot 100 te bereiken. Hiermee vestigde Carey een record. Nog nooit eerder was het iemand gelukt om vier keer achter elkaar een nummer 1-hit te behalen met singles die allemaal van hetzelfde album afkomstig waren. Van Mariah Carey gingen wereldwijd zo'n 17 miljoen stuks over de toonbank, waarvan 9 miljoen in Amerika. Daarnaast leverde het album de zangeres in 1991 twee Grammy's op. In het Verenigd Koninkrijk werd het nummer There's Got to Be a Way als de vierde single uitgebracht.

#### Emotions
Tussen alle promotiewerkzaamheden en optredens door werkte Carey zo veel mogelijk aan nieuw materiaal. Het beste daarvan eindigde op haar tweede album Emotions, dat in september 1991 verscheen. De eerste single ervan, eveneens Emotions getiteld, werd Careys vijfde Amerikaanse nummer 1-hit, waarmee ze de eerste artiest werd wiens eerste vijf singles de top positie behaalden en tot op de dag van vandaag de enige. Voor de remix voegde Mariah een nieuw intro aan het nummer toe. De verkoop van het album Emotions was, in tegenstelling tot die van het eerste album, een stuk minder. Toch had Carey een grote schare fans gekregen. De daaropvolgende singles Can't Let Go en Make It Happen haalden respectievelijk de tweede en vijfde plaats in de Billboard Hot 100. Van het album gingen er wereldwijd 12 miljoen stuks over de toonbank, waarvan 3,6 miljoen in de VS.

#### MTV Unplugged
De Unplugged-reeks op muziekzender MTV was sinds eind jaren 80, begin jaren 90 een grote hype. Artiesten werden door een intieme setting en uitgeklede versies van hun nummers vaak kwetsbaar neergezet. In 1992 kreeg Carey de kans om aan de reeks mee te doen. Ze zag dit als een ultieme kans om zichzelf als live-artiest te presenteren. Er werd rond die periode namelijk getwijfeld aan haar kwaliteiten als zangeres. Omdat ze vanwege podiumangst op dat moment nog helemaal geen live concerten had gegeven, dachten sommige critici dat Carey een studioproduct was. Met haar optreden bij MTV Unplugged bewees ze het tegendeel. Naast haar eigen werk koos ze ervoor een nummer op te nemen van The Jackson 5: I'll Be There, waarbij ze in duet trad met Trey Lorenz. Hoewel de Unplugged-registratie in eerste instantie niet gepland stond voor een eventuele albumrelease, bleek de vraag van het publiek juist enorm groot. Om die reden werd MTV Unplugged dan ook uiteindelijk als een ep (minialbum) uitgebracht en verscheen Careys versie van I'll Be There op single. Vervolgens scoorde de zangeres daar haar zesde Amerikaanse nummer 1-hit mee. Van MTV Unplugged gingen zo'n 6 miljoen stuks over de toonbank.

### Internationaal succes (1993–1996)

#### Music Box
Na de verschijning van MTV Unplugged nam Carey even wat gas terug en concentreerde ze zich op haar privéleven. Op 5 juni 1993 trad ze in het huwelijk met de man die haar naar de top had gebracht, de 20 jaar oudere Tommy Mottola. Na hun huwelijksreis maakte Carey haar derde studioalbum af, waar ze al enige tijd mee bezig was geweest. In augustus verscheen de nieuwe single Dreamlover, een zomerse plaat die na enkele weken de eerste plaats haalde in de Billboard Hot 100. Dit was Careys zevende nummer 1-hit. Wereldwijd sloeg de single ook aan. Een houseremix door DJ David Morales groeide tevens uit tot een internationale danshit. Tot op heden is Dreamlover een van Careys succesvolste singles op radiostations in Europa.
Het nieuwe album, getiteld Music Box, verscheen in september. Carey had, net als op haar voorgaande platen, de teksten grotendeels zelf geschreven. De zangeres ging nu voor de eerste maal op tournee. Diverse grote concertzalen in de Verenigde Staten werden aangedaan. Ondanks het succes leidde de tournee de zangeres niet naar Europa, Azië en Australië.
Van Music Box werden na Dreamlover nog de singles Hero, Without You en Anytime You Need a Friend uitgebracht. Hero werd Careys achtste Amerikaanse nummer 1-hit en vanwege de songtekst groeide het nummer uit tot een publieksfavoriet. Without You verscheen in 1994 en was een van de best verkochte singles van dat jaar in Europa. In veel landen behaalde Carey met deze coverversie van Badfinger de nummer 1-positie, maar het nummer kwam in de VS – ondanks enorme airplay op Amerikaanse radio- en televisiezenders – niet hoger dan nummer 3 in de Billboard Hot 100. Wel bleef het erg lang in de Amerikaanse hitlijsten hangen, waarschijnlijk mede omdat het daar een dubbele A-kant was met Never Forget You, dat voor de maxi-cd-single gemixt werd. De verkoop van de daaropvolgende single Anytime You Need A Friend was teleurstellend. Voor de eerste maal bereikte Carey met een single niet de top 10. Het nummer bleef steken op de twaalfde plaats in Amerikaanse hitlijsten. De fans waren echter allang blij, omdat Mariah (net als bij Dreamlover) het nummer opnieuw had ingezongen voor de dance-mixen. Music Box groeide uit tot een enorm succes. Het schijfje ging 32 miljoen keer over de toonbank. Carey is daarmee een van de weinige artiesten die met één album meer dan 30 miljoen stuks wisten te verkopen. Het werd in de VS wegens 10 keer platina bekroond met een Diamond Award. Tot op heden is dit Careys succesvolste album en bestverkochte plaat.

#### Merry Christmas
Een lang gekoesterde wens van Carey, een kerstalbum opnemen, ging in 1994 in vervulling. Halverwege het jaar dook de zangeres de studio in om aan dit project te gaan werken. Naast bekende traditionele kerstliedjes schreef de zangeres zelf drie nieuwe composities voor dit album, waaronder All I Want for Christmas Is You. Dit nummer verscheen als eerste single van de plaat in november 1994 en werd overal (met uitzondering van de VS, waar de single niet commercieel werd gelanceerd) een groot succes. Velen zien All I Want for Christmas als een echte kerstklassieker. Jaarlijks wordt het nummer tijdens de feestdagen veel gedraaid op radio en televisie. Van het album Merry Christmas werden wereldwijd ongeveer 15 miljoen stuks verkocht. In diverse landen werd de verkoop van het album gestimuleerd door het uitbrengen van promotiesingles, zoals Jesus Born on This Day, O Holy Night en Miss You Most (at Christmas Time). Australië kreeg Joy to the World (inclusief nieuw ingezongen remixes) als extra single. Het album werd in 2005 opnieuw uitgebracht, dit keer als dualdisc met aan de ene kant het complete album, plus een nieuw ingezongen remix van Santa Claus Is Comin' to Town en met aan de andere kant al haar kerstclips.

#### Daydream
Een groot deel van 1995 besteedde Carey aan het maken van haar volgende album. Als voorloper van het project verscheen in september de single Fantasy. Het nummer had veel weg van Dreamlover en werd geproduceerd door Dave Hall, maar was wel meer georiënteerd op hiphop en r&b. De single was wederom een mijlpaal in Careys carrière. In Amerika had ze er haar negende nummer 1-hit mee. De remixversie van de single (opgenomen met rapper Ol' Dirty Bastard) was eveneens een groot succes. De videoclip behaalde grote airplay op MTV. Careys nieuwe album Daydream verscheen in oktober. Te horen was dat Carey qua sound een iets andere kant was opgeslagen, zoals ze in Fantasy al had aangegeven: meer hiphop en r&b. Vlak voor Kerstmis dat jaar verscheen de tweede single van het album, One Sweet Day. Het was een duet tussen Carey en de Amerikaanse soulgroup Boyz II Men. De zangeres was al jaren een groot fan van de band. Het nummer was gebaseerd op het overlijden van David Cole (een songwriter met wie zij veel samenwerkte) en de manager van Boyz II Men. In Amerika wist het nummer vanuit het niets nieuw binnen te komen op de eerste plaats van de Billboard Hot 100. Uiteindelijk bleef het 16 weken op die plaats staan. Opnieuw een record voor de zangeres: nog nooit eerder hield een single zo lang de eerste plaats Amerikaanse charts bezet. De single hield deze record voor 23 jaar tot Amerikaanse rapper Lil Nas X het verbrak in 2019 met het nummer Old Town Road.
Terwijl Daydream overal als een trein liep, ging Carey voor de eerste maal op wereldtournee. De Daydream World Tour leidde haar van Europa naar Australië en van Azië naar de VS. Nederlandse fans konden haar zien in Ahoy Rotterdam. Tijdens de tournee werden diverse singles van het album uitgebracht, waaronder Open Arms, Always Be My Baby en Forever. Als laatste single stond Underneath the Stars gepland, maar deze verscheen uiteindelijk alleen als promo. Always Be My Baby werd Careys elfde Amerikaanse nummer 1-hit. Tijdens een optreden in het Amerikaanse Madison Square Garden werden opnames gemaakt voor een VHS-cassette, die onder de titel Fantasy: Mariah Carey at Madison Square Garden in 1996 werd uitgebracht. Daydream werd – na Music Box – Careys best verkochte album ooit, met een verkoop van 25 miljoen stuks wereldwijd. In Amerika won ze er haar tweede Diamond Award mee voor de verkoop 10 miljoen exemplaren.

### Scheiding en nieuw imago (1997–2000)

#### Butterfly
Zakelijk ging het Carey voor de wind, maar in haar privéleven ontstonden nogal wat problemen. Haar echtgenoot Tommy Mottola bleek filmaanbiedingen voor de zangeres verborgen te houden. Daarnaast was hij het niet eens met het feit dat Carey zich steeds uitdagender ging kleden. In 1998 kondigden Carey en Mottola (na 5 jaar huwelijk) hun scheiding aan. Dit had effect op haar carrière. Ze kleedde zich sexy, en qua muziek ging ze ook steeds meer de r&b- en hiphopkant op. Dit was duidelijk hoorbaar op het zesde studioalbum Butterfly, dat half 1997 verscheen. De eerste single Honey werd een wereldhit en leverde Carey haar twaalfde Amerikaanse nummer 1-hit op. Het album viel qua verkoop – in tegenstelling tot haar voorgaande platen – wat tegen (15 miljoen exemplaren wereldwijd), maar Carey zelf was gelukkig met het album. Ze had het idee dat ze vrijer was dan ooit en muzikaal een enorme groei had doorgemaakt. Van Butterfly werden diverse singles uitgebracht, waarvan enkele in een aantal geselecteerde landen. Zo werden nummers als Butterfly en The Roof enkel in Europa door Sony gelanceerd, terwijl in Amerika My All een groot succes werd en daar de eerste plaats bereikte. Breakdown verscheen alleen in Australië als single.

#### #1's
In april 1998 deelde Carey het podium met Céline Dion, Shania Twain, Gloria Estefan en Aretha Franklin tijdens het benefietconcert VH1 Divas Live. Van dit concert verschenen een cd, vhs en dvd die alle uitgroeiden tot grote successen. Gezien al haar Amerikaanse nummer 1-successen werd besloten om een verzamelalbum uit te brengen, met daarop de desbetreffende hits. Het album verscheen eind 1998 onder de titel #1's, en bevatte – naast alle Amerikaanse nummer 1-singles – ook enkele nieuwe opnames, waaronder Sweetheart met Jermaine Dupri, I Still Believe (een ode aan zangeres Brenda K. Starr die dit nummer in de jaren 80 voor het eerst opnam), en een duet tussen Carey en 'aartsrivale' Whitney Houston. Dit laatste nummer, getiteld When You Believe, was tevens de titelsong voor de animatiefilm The Prince of Egypt. Mariah liet haar fans weten dat het bij #1's niet om een greatest hits-album ging, maar dat het een bedankje was voor het feit dat ze zoveel nummer 1-hits had kunnen scoren door de jaren heen. Een greatest hits-cd zou in een later stadium uitkomen. Bovengenoemde nieuw opgenomen tracks verschenen afzonderlijk op singles in 1998 en 1999. Opzienbarend was dat het duet tussen Carey en Houston in Amerika niet hoger kwam dan nummer 15 in de Billboard Hot 100, ondanks dat de single gepaard ging met veel airplay. Het leverde de auteur van het lied zelfs een Oscar op voor Best Original Song. Buiten de VS was When You Believe wel een groot succes. In veel landen wisten de diva's (die door de jaren heen telkens met elkaar werden vergeleken en dus volgens velen wel een hekel aan elkaar zouden hebben, hetgeen nu niet waar bleek te zijn) de top 10 te behalen. Nieuwe nummers die niet op single verschenen, waren de duetversie van Whenever You Call en de cover Do You Know Where You're Going To. Het album verkocht wereldwijd tot op heden circa 17 miljoen exemplaren.

#### Rainbow
1999 was het jaar waarin Carey haar zoveelste studioalbum lanceerde. Rainbow was weer een typische Mariah Carey-plaat à la Daydream en Butterfly en had wederom de juiste ingrediënten om een succes te worden. De eerste single Heartbreaker was een samenwerking tussen Carey en rapper Jay-Z en werd Careys veertiende Amerikaanse nummer 1-single. Hiermee werd ze de enige zangeres in de Amerikaanse muziekgeschiedenis die zoveel nummer 1-singles had weten te scoren. Het album Rainbow verscheen kort na de single en was een succes, maar wist de eerste plaats in de VS niet te halen. Na Emotions werd dit haar minst verkochte album. Wereldwijd werden er van het schijfje 10 miljoen stuks verkocht. De tweede single werd Thank God I Found You, dat Carey opnam met zanger Joe en boyband 98 Degrees. Het werd haar vijftiende nummer 1-hit in Amerika, opnieuw een record voor de zangeres. Sinds haar debuut in 1990 was het haar gelukt om ieder jaar een nummer 1-hit te scoren in Amerika, wat haar tot de bestverkochte artiest van de jaren 90 maakte. Eind 1999 werd bekend dat Carey wereldwijd zo'n 80 miljoen albums had verkocht: een unicum. Met Rainbow ging Carey voor de tweede keer op wereldtournee, waarbij ze echter geen concerten gaf in Nederland. Wel gaf Carey een uitverkocht optreden in België.

### Persoonlijke en professionele obstakels (2001–2004)

#### De breuk met Sony Music
Na de wereldtournee besloot Carey om het nummer Can't Take That Away als volgende single uit te brengen. Het nummer had een speciale betekenis voor haar en om die reden wilde ze het graag delen met haar fans. Bij Sony Music was men niet zo blij met haar keuze. Men vond daar dat de nieuwe single een uptempo-liedje moest worden, een single die de verkoop van het album beter zou stimuleren. Carey kreeg het gevoel dat het label haar niet begreep. De zangeres was een goudmijn, die als artieste moeilijk te doorkruisen was en dat was iets dat Sony goed wist. Carey kreeg haar zin en Can't Take That Away verscheen op single. De relatie tussen Carey en Sony was intussen behoorlijk verslechterd, iets wat grotendeels te maken had door de scheiding tussen Carey en Mottola. Carey begon berichtjes op haar website te plaatsen waarin ze haar fans verzocht om Can't Take That Away zo veel mogelijk aan te vragen op hun lokale radiostation. Een van de desbetreffende berichten:

Basically, a lot of you know that the political situation in my professional career is not positive. It's been really, really hard. I don't even know if this message is going to get to you because I don't know if they want you to hear this. I'm getting a lot of negative feedback from certain corporate people. But I am not willing to give up.

Bang om Carey als de grootste artiest van het label te verliezen, besloot Sony om haar uiteindelijk toch nog haar zin te geven en werd Can't Take That Away alsnog op single uitgebracht. De zangeres kwam er echter al snel achter dat Sony het nummer in beperkte oplage beschikbaar had gemaakt waardoor de single niet de Amerikaanse hitlijsten kon behalen. In Nederland verscheen het nummer Crybaby als een dubbele A-kant met de cover Against All Odds op single. Deze kwam later opnieuw de top 40 binnen, dit keer als duetversie met Westlife. De zangeres was intussen bezig met de voorbereiding van haar eerste speelfilm Glitter en de bijbehorende soundtrack, maar ze had sterke twijfels of Sony Music dit project goed wilde promoten. Halverwege 2000 werd bekend dat Carey het label had verlaten.

#### Glitter
Na haar vertrek bij Sony ondertekende ze een contract bij EMI-Virgin voor 100 miljoen dollar, voor de komende vier cd's. Dit werd gezien als de allergrootste platencontract uit de geschiedenis van de muziek. De langverwachte speelfilm Glitter verscheen op 21 september 2001; de soundtrack werd uitgebracht op 11 september. Als eerste single werd het nummer Loverboy uitgebracht. Wegens de aanslagen in de VS op 11 september werd de presentatie van het album uitgesteld. Zowel de film als de soundtrack flopten genadeloos. Er gingen van het album slechts 2 miljoen stuks over de toonbank, wat tegenviel voor een artiest die eerder meer dan 5 à 10 miljoen stuks van ieder album wist te verkopen. Hierna stortte Carey (wegens een overvolle agenda) volledig in, zowel fysiek als emotioneel. Vervolgens werd de zangeres enige tijd in een ziekenhuis opgenomen. Eén week later verbleef ze in een psychiatrische instelling. Concerten die ze in Japan en Australië had gepland, werden om die reden afgezegd.
Rond diezelfde periode bracht Sony Music een Greatest Hits-album op de markt. Het album was een contractuele overeenkomst waar Carey geen controle over had, aangezien ze was overgestapt naar Virgin Music. Ondanks de minimale promotie werden er toch nog zo'n 5 miljoen exemplaren van verkocht.
Voor de speelfilm Wise Girls (waarin Carey haar tweede filmrol had) werd de promotie wegens Careys instorting stopgezet. Wel werd er nog een tweede single van het album uitgebracht; de dubbele A-kant Never Too Far / Don't Stop (Funkin' 4 Jamaica). In Amerika kwam de medley Never Too Far/Hero Medley op single met een nieuw nummer op de B-kant. Als volgende single stond Last Night a D.J. Saved My Life gepland, maar dit werd uiteindelijk niet uitgebracht, ondanks dat Carey wel al begonnen was met promotie voor het nummer. In 2002 bleek dat EMI-Virgin van de zangeres af wilde, omdat het project Glitter was geflopt. Het label kocht het contract van Carey voor een behoorlijke som af. Ook verloor de zangeres in dat jaar haar vader.

#### Charmbracelet
In 2002 tekende Carey een platencontract bij Universal Music. Hierna legde ze zich toe op het maken van een nieuw album dat haar een comeback moest bezorgen. Aan het eind van het jaar verscheen de single Through the Rain, een autobiografische ballad waarin Carey zong over de slechte periode die ze had meegemaakt. Het nummer werd in eerste instantie alleen buiten Amerika uitgebracht. In veel landen had Carey er een hit mee. In 2002 werd de single alsnog in de VS uitgebracht, maar bereikte die geen hoge positie in de Billboard Hot 100: nummer 81. Een danceversie van het nummer was op de Amerikaanse radiozenders populairder dan het origineel. Het nieuwe album Charmbracelet zag net voor Kerstmis het daglicht. De verkoop viel tegen. Er gingen 2,5 miljoen stuks van over de toonbank. De daarop uitgebrachte single Boy (I Need You) wist het album niet naar een hoger niveau te krijgen. Toch ging Carey met dit album in 2003 op wereldtournee, een tournee waarmee ze diverse kleinere zalen aandeed. Er gingen geruchten dat het publiek niet warm liep voor de tickets, maar Carey ontkende dit en verklaarde dat ze juist in kleinere zalen wilde optreden om zo een intiemere sfeer met haar fans te krijgen. Tijdens deze tournee bezocht de zangeres voor de tweede keer Nederland. In Ahoy Rotterdam gaf ze een avondvullende show. Halverwege de tournee had Carey een hit met het nummer I Know What You Want, dat ze opnam met rapper Busta Rhymes. In België verscheen als laatste single van het album de cover Bringin' On the Heartbreak. In oktober verscheen er een dubbelalbum met daarop remix-versies van Careys succesvolste singles onder de titel The Remixes. Na de tournee laste de zangeres een lange rustpauze in.

### Comeback (2005–2008)

#### The Emancipation of Mimi
Medio 2005 liet de zangeres weer van zich horen met de single It's Like That, afkomstig van het nieuwe album The Emancipation of Mimi. De single bereikte de zestiende plaats van de Amerikaanse hitlijsten. Het nieuwe album kwam – een week nadat het was uitgekomen – nieuw binnen op de eerste plaats. Om op het succes verder mee te liften verscheen er al vrij snel een tweede single: We Belong Together. Wegens airplay op radio en televisie in de VS, bereikte Carey (na 5 jaar) de eerste plaats van de Billboard Hot 100, haar zestiende Amerikaanse nummer 1-hit. Het album werd meerdere malen met platina bekroond en was wereldwijd een groot succes. Met We Belong Together had Carey haar grootste hit sinds jaren. Haar carrière zat duidelijk weer in de lift. Van The Emancipation of Mimi verschenen in een later stadium nog de singles Shake It Off (in Amerika), Get Your Number (in Europa), Don't Forget About Us (Careys zeventiende Amerikaanse nummer 1-hit), en Fly Like a Bird (alleen als promo-single). Het album kreeg acht nominaties voor de Grammy Awards, waarvan Carey er drie verzilverde. De teller van dit album staat momenteel op 12 miljoen verkochte exemplaren wereldwijd. Het album werd twee keer uitgebracht. De latere (platina) editie bevat vier nieuwe nummers, waaronder de hit Don't Forget About Us.

#### E=MC²

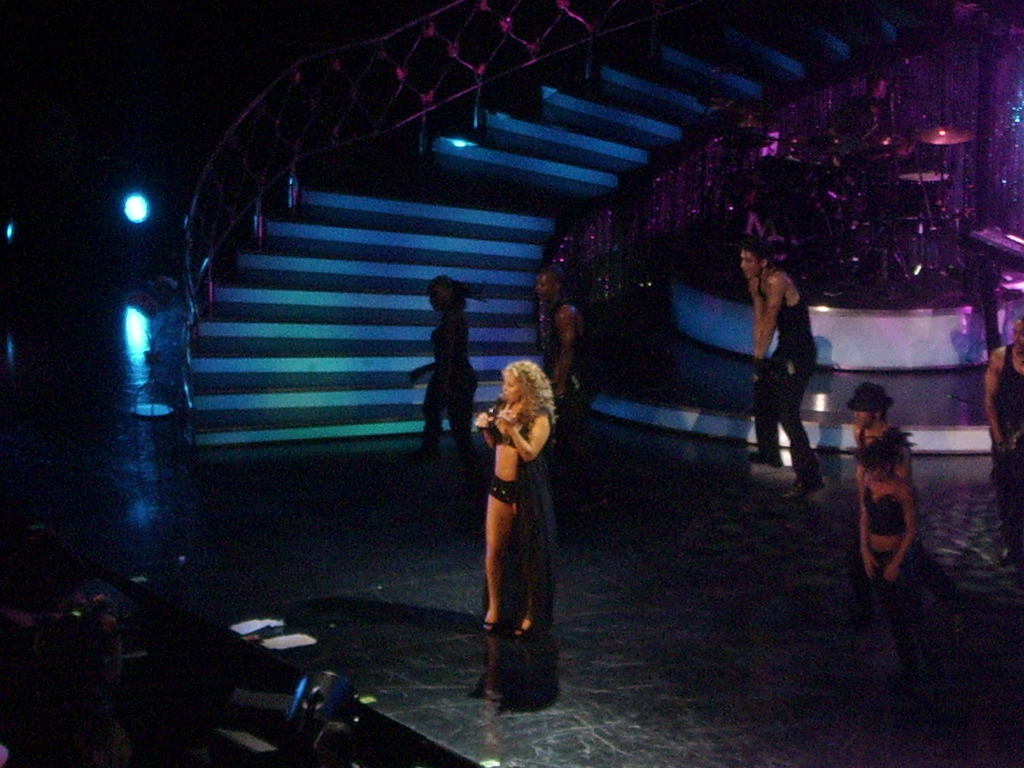
Mariah Carey tijdens haar wereldtournee

In april 2008 verscheen het nieuwe album van Mariah Carey, genaamd E=MC², naar de natuurkundige formule van Albert Einstein. Met de eerste single afkomstig van het album, Touch My Body, ging Carey Elvis Presley voorbij met het aantal nummer 1-hits. Presley had 17 nummer 1-hits, Carey 18 en The Beatles hadden er 20.
Het album kwam in de Amerikaanse hitlijst binnen op nummer 1 met een openingsverkoop van 462.971. Dit was niet alleen de beste openingsweek van Mariah, maar ook de beste openingsweek voor een vrouw in dat jaar. Als tweede single werd in Amerika Bye Bye uitgebracht, maar door de zwakke promotie haalde het nummer slechts de negentiende positie. De reden van de zwakke promotie was Mariahs privégeluk. Ze trouwde op 30 april 2008 met de comediant/deejay Nick Cannon.
Als derde single in Amerika en als tweede single voor Europa is het nummer I'll Be Loving U Long Time uitgebracht. Het nummer sloeg nergens goed aan, dit wederom door matige promotie. In Europa was er zelfs geen sprake van promotie. Het nummer heeft de verkoop van het album niet echt beïnvloed. De vierde uitgebrachte single was I Stay I Love, waarvan de videoclip overal te zien was in Amerika. De videoclip werd geregisseerd door Careys echtgenoot Nick Cannon. De video is een combinatie van Breakdown en Bringin' On the Heartbreak.
Het album staat momenteel wereldwijd op een verkoop van 2,5 miljoen albums, waarvan 1,3 miljoen in Amerika.
Carey speelde in 2008 in de speelfilm Tennessee. De film werd geregisseerd door Aaron Woodley. In de film speelt ze Krystal, een vrouw die haar man ontvlucht om haar droom na te jagen. Voor de film schreef Carey samen met Willie Nelson het nummer Right to Dream. Dit nummer is speciaal voor het karakter Krystal geschreven en is Careys eerste countrynummer.

### Nieuw kerstalbum en zwangerschap (2009–heden)

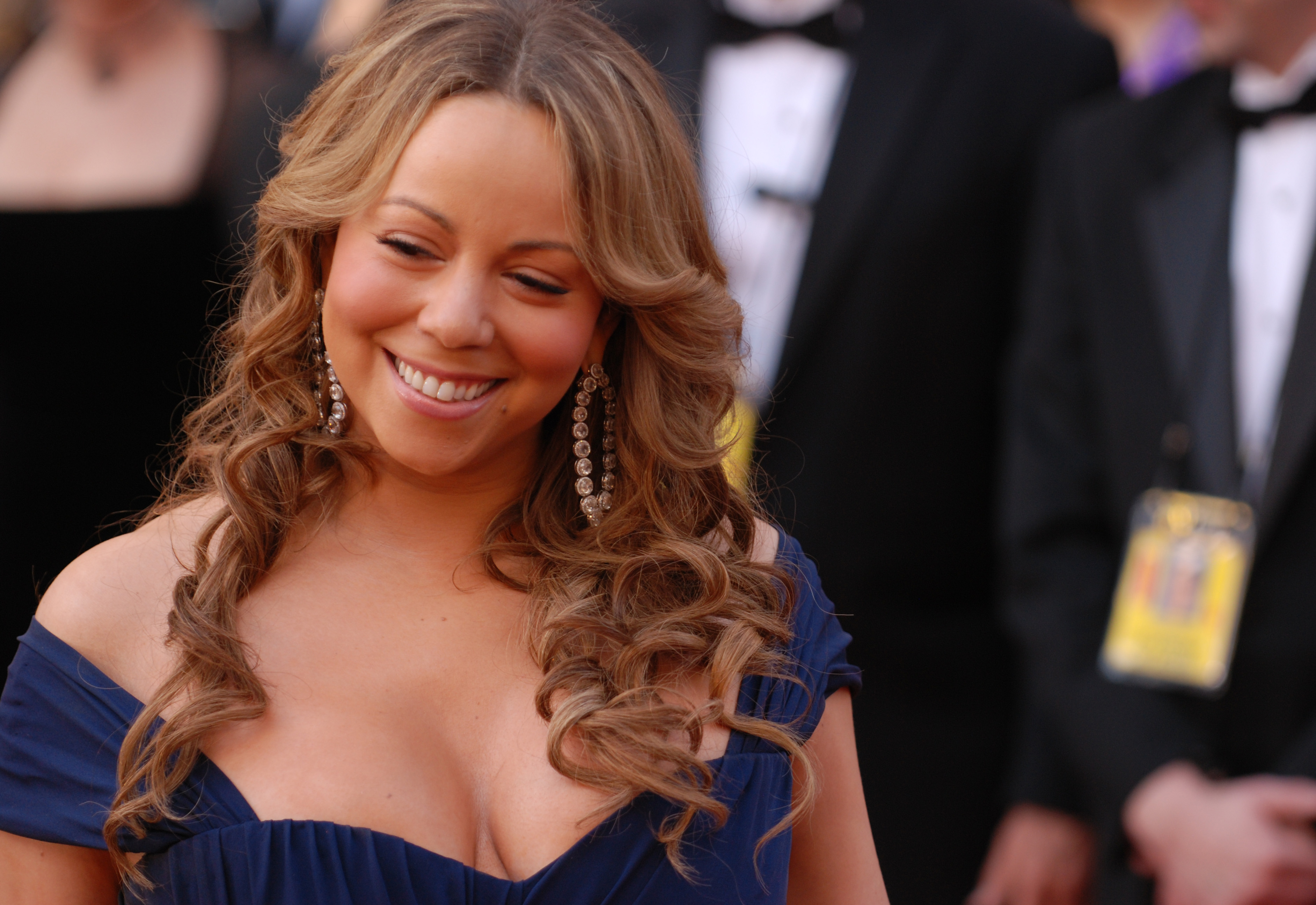
Mariah Carey op de 82ste Academy Awards (Oscars), 7 maart 2010. Carey was bij de ceremonie namens de film Precious. Voor haar rol in deze film ontving ze lovende kritieken.

#### Memoirs of an Imperfect Angelen filmrol
In dezelfde periode dat haar vorige album verscheen, lanceerde Carey haar eigen parfum genaamd "M", later gevolgd door een tweede geur onder de naam "Luscious Pink". In september 2009 lanceerde de zangeres wederom een nieuw album: Memoirs of an Imperfect Angel. De singles Obsessed en I Want to Know What Love Is (een coverversie van het nummer van de rockgroep Foreigner) werden grote hits, maar de verkoop van het album viel tegen met 1,5 miljoen exemplaren wereldwijd.
Voor 2009 was er in eerste instantie het plan om een remixalbum uit te brengen onder de naam Angels Advocate. Er werden twee singles van uitgebracht, Up Out My Face en Angel's Cry, maar deze presteerden in de hitlijsten zo slecht, dat er uiteindelijk vanaf werd gezien het album uit te brengen. Wel vond de Angels Advocate Tour plaats die haar naar diverse Amerikaanse steden bracht en daarbuiten ook enkele shows in Zuid-Amerika, Azië en Afrika aandeed. Europa werd overgeslagen.
Carey maakte in 2009 opnieuw opwachting op het witte doek, ditmaal in de speelfilm Precious, waarin ze een maatschappelijk werkster speelde in een zwarte achterstandsbuurt van New York. De film was een commercieel en kwalitatief succes. In een groot contrast met Glitter kreeg Carey lovende kritieken voor haar rol; vooraanstaand filmcriticus Roger Ebert noteerde dat Carey een acteerprestatie neerzette die identiek was in kwaliteit als die van de voor een Oscar genomineerde hoofdrolspeelster Gabourey Sidibe.

#### Zwangerschap
Tijdens de Angels Advocate Tour doken er telkens geruchten op dat Carey en haar man Nick Cannon in verwachting waren van hun eerste kind, maar dit werd door beiden telkens ontkend. Comédienne en talkshowpresentatrice Ellen DeGeneres zette tijdens een interview in haar show de zangeres voor het blok door te vragen of ze daadwerkelijk zwanger was, waarop Carey niet echt duidelijk antwoord gaf. Om de zangeres uit de tent te lokken voor een eerlijke reactie, besloot DeGeneres met champagne te toosten op het feit dat Mariah niet zwanger was, dit tot grote verbazing van de zangeres zelf en hilariteit bij het aanwezige publiek. Hierop werd de zwangerschap ten slotte bevestigd; Carey voegde er later aan toe dat zij en Cannon voorzichtig waren geweest met het nieuws aangezien Carey eerder een miskraam had gehad. Ze bevestigde op natuurlijke wijze zwanger te zijn geworden en later werd bekend dat zij zwanger was van een tweeling. In april 2011 is Carey bevallen van een gezonde tweeling: een dochter en een zoon. Het meisje werd als eerste geboren en woog 2800 gram. Haar broertje was iets zwaarder, met 3100 gram.

#### Merry Christmas II You
Carey had al diverse malen aangegeven graag een tweede kerstalbum te willen maken. Half 2010 dook ze de studio in met onder meer Randy Jackson en Dallas Austin om aan dit project te werken. Het album verscheen half november wereldwijd onder de titel Merry Christmas II You en bevat (net als haar vorige kerstalbum) een selectie van bekende kerstclassics en nieuwgeschreven liedjes, waarvan Oh Santa! de eerste single was. Op 21 november 2011 werd de tweede single gelanceerd, When Christmas Comes met John Legend, en de bijbehorende videoclip werd op 11 december uitgebracht. Het album verkocht wereldwijd 2 miljoen exemplaren.

#### Triumphant, American Idol enMe. I Am Mariah... The Elusive Chanteuse
In augustus 2012 bracht Carey de single Triumphant (Get 'Em) uit. Het nummer was voorzien als eerste single voor haar nieuwe album. De single werd over het algemeen lauw ontvangen door zowel critici als door de fans. De danceremixes die Carey zelf opnieuw inzong, werden wel goed ontvangen. De remixes wisten zelfs de nummer 1-positie van de Billboard Dance 100 te bereiken. Het nummer haalde uiteindelijk het nieuwe album niet, dat vermoedelijk zou uitkomen in de zomer van 2013.
Mariah Carey tekende in 2012 een contract om als jurylid plaats te nemen in een van de grootste talentenjachten van Amerika, American Idol. Mariah ontving hiervoor naar verluidt een recordbedrag van 18 miljoen dollar. Mariah gaf aan dat zij de mensen vooral wilde coachen en dat het haar doel was om de mensen een duwtje in de rug te geven, ook als dat zou betekenen dat ze bepaalde mensen een andere richting in zou duwen dan zingen. Het twaalfde seizoen van American Idol trok vooral veel aandacht vanwege de onderlinge ruzies tussen Nicki Minaj en Mariah Carey. De twee artiesten hebben enkele malen getracht het bij te leggen, maar dit liep op niets uit, omdat de producenten van American Idol juist aanstuurden op een ruzie tussen beide dames, aldus Nick Cannon. Ondanks dit was Mariah zeer geliefd bij de kandidaten en bij het publiek. Hierdoor kreeg Mariah een mooi platform voor haar nieuwe studiomateriaal.
In januari kondigden de Walt Disney Studios vol trots aan dat Carey de titeltrack zou gaan zingen voor de film Oz the Great and Powerful. Hiermee is een lang gekoesterde wens van de directie van de Walt Disney Studios in vervulling gegaan, daar zij al geruime tijd met Carey wilde samenwerken. Het nummer heet Almost Home: een mid-tempo nummer met een moderne beat en sterke vocals. Almost Home werd in maart 2013 uitgebracht en werd in tegenstelling tot Triumphant goed ontvangen.
Carey bracht tegen het einde van American Idol het nummer #Beautiful uit, een samenwerking met Miguel, een nieuwe r&b-sensatie uit Amerika. Het nummer haalde inmiddels in meer dan dertig landen de nummer 1-positie. In Amerika bereikte het nummer zijn piekpositie op de vijftiende plek van de Billboard Hot 100. Het nummer was de eerste single van een opkomend album, dat oorspronkelijk op 23 juli 2013 zou verschijnen, maar werd uitgesteld.
Op 11 november 2013 beleefde de tweede single zijn première via Facebook. Het betrof de titelsong van het album The Art of Letting Go. Vervolgens ging (wederom via Facebook) op 14 februari 2014 de derde single You're Mine van het album in première. Al snel hierna werd aangekondigd dat The Art of Letting Go niet langer de titel van het album zou zijn. Na de aankondiging van de titel van het nieuwe album werd Me. I Am Mariah... The Elusive Chanteuse uiteindelijk uitgebracht op 27 mei 2014. Het album werd door de critici goed ontvangen, maar was commercieel een grote teleurstelling. Als laatste single werd You Don't Know What to Do uitgebracht, een samenwerking met rapper Wale.

#### Las Vegas,#1 to Infinity, docuserie en Sweet Sweet Fantasy Tour
Op 15 januari 2015 maakte Carey bekend dat ze verschillende keren zou optreden in The Colosseum aan het Caesars Palace hotel in Las Vegas. Ze bevestigde deze deal in een interview in de Ellen DeGeneres Show. Samen met de shows brengt Mariah haar album #1 to Infinity uit. Dit album is een Greatest Hits-verzameling, waarop al haar 18 Billboard Hot 100 nummer 1-singles staan inclusief een nieuwe single genaamd Infinity die op 27 april werd uitgebracht. Op 30 januari 2015 werd bekend dat Mariah Universal Music Group Def Jam recordings had verlaten om weer samen te werken met Sony Music. Tevens maakte Carey in 2015 haar regiedebuut voor de Hallmark Channel kerstfilm A Christmas Melody, waarin ze ook een van de hoofdpersonages vertolkt. In december 2015 kondigde Carey de Sweet Sweet Fantasy Tour aan, die in maart 2016 in totaal 27 data omvatte, waarmee het de eerste keer was dat de zangeres in 13 jaar een belangrijke tournee door het Europese vasteland had gemaakt. Op 23 april 2016 stond de zangeres in de Ziggo Dome in Amsterdam. De show kreeg unaniem lovende recensies in de Nederlandse pers en bewees dat de zangeres, ondanks een aantal teleurstellende televisieoptredens van de afgelopen jaren, vocaal nog steeds bij machte was.
Op 15 maart 2016 maakte Carey bekend dat ze Mariah's World filmde, een docu-serie voor televisiestation E!. E! documenteerde haar Sweet Sweet Fantasy Tour en haar geplande huwelijk met verloofde James Packer. De serie ging in première op 4 december 2016, er volgde geen tweede seizoen. Ook speelde Carey in 2015 een gastrol in de televisieserie Empire. Op 5 december 2016 nam Carey deel aan het benefietconcert VH1 Divas Holiday: Unsilent Night, naast Vanessa Williams, Chaka Khan, Patti LaBelle en Teyana Taylor. Op 31 december 2016 kreeg Careys nieuwjaarsoptreden tijdens Dick Clark's New Year's Rockin' Eve op Times Square wereldwijde aandacht nadat technische problemen bij de in-ear monitors van Carey tot een storing hadden geleid, wat resulteerde in wat The New York Times een 'performance train wreck' noemde.
Op 3 februari 2017 bracht Carey de single I Don't uit. Op 8 februari 2017 was ze te horen als een stem in de animatiefilm The Lego Batman Movie. In april 2017 werd aangekondigd dat Carey haar eigen platenlabel introduceert, Butterfly MC Records, een samenwerkingsverband met Epic Records. In juli 2017 maakte Carey een cameo in de komische film Girls Trip, met in de hoofdrol Queen Latifah, Jada Pinkett Smith en Regina Hall. Dezelfde maand begon Carey aan een tournee met Lionel Richie, de All the Hits Tour. Carey was te horen in de officiële remix voor de single Unforgettable van French Montana. In oktober 2017 bracht Carey een nieuwe soundtrack-single uit met de titel The Star, naar de gelijknamige kerstfilm die in 2017 uitkwam. Het nummer werd genomineerd voor een Golden Globe voor beste filmnummer. Carey ontwikkelde ook een geanimeerde kerstfilm met de titel Mariah Carey's All I Want for Christmas Is You, voor de soundtrack nam ze een nieuw lied op getiteld Lil' Snowman. In dezelfde maand hervatte de zangeres haar All I Want for Christmas Tour die voor het eerst andere landen dan de Verenigde Staten bezocht, waaronder Engeland en Frankrijk. De zangeres toerde in 2018 door Oceanië met haar The Number Ones Tour. Daarnaast deed de All I Want for Christmas Tour ook Europa aan: op 13 december 2018 stond de zangeres wederom in de Ziggo Dome in Amsterdam. Op het moment is Carey mede uitvoerend producent over een scripted drama over haar leven voor Starz. De show richt zich op Careys snelle succes en roem als een jonge tiener in New York.

#### Caution
Ter promotie van haar vijftiende studioalbum kwam op 13 september 2018 de single GTFO uit. Op 4 oktober van dat jaar volgde de leadsingle van het album, With You. Kort hierna kwamen ook de losse albumtracks The Distance en A No No uit. Op 16 november 2018 kwam Caution uit, haar eerste studioalbum sinds vier jaar. De nummers hebben verschillende producers, waaronder Skrillex, Timbaland, Nineteen85, Poo Bear en Jermaine Dupri. Het album werd ontvangen met lovende kritieken.
In de week voorafgaand aan de release van dit album zijn fans van Carey een actie gestart. Onder de titel #JusticeForGlitter was het doel om de geflopte soundtrack van Careys film Glitter uit 2001 alsnog op de eerste plek in de hitlijsten te krijgen. Uiteindelijk kwam het album in meerdere landen op nummer 1 in de iTunes-charts. Dit was onderwerp van gesprek tijdens veel van de interviews die Carey in die week gaf, waarbij ze aangaf hier verrast en blij mee te zijn. Ook gaf ze aan het een goed album te vinden, wat opmerkelijk is aangezien ze eerder afstand van de plaat nam. Op 12 december 2019 was Carey er in geslaagd om het kerstnummer All I Want for Christmas Is You, 25 jaar na de release van het liedje, op nummer 1 in de Billboard Hot 100 te krijgen. Het werd haar negentiende nummer 1-hit.

## Discografie

### Albums
| Album met eventuele hitnotering(en) in de Nederlandse Album Top 100 | Datum van verschijnen | Datum van binnenkomst | Hoogste positie | Aantal weken | Opmerkingen                                                                 |
| ------------------------------------------------------------------- | --------------------- | --------------------- | --------------- | ------------ | --------------------------------------------------------------------------- |
| Mariah Carey                                                        | 1990                  | 21-07-1990            | 6               | 46           | Platina                                                                     |
| Emotions                                                            | 1991                  | 05-10-1991            | 9               | 35           | Platina                                                                     |
| MTV Unplugged                                                       | 1992                  | 20-06-1992            | 1(3wk)          | 116          | Livealbum / 2× Platina                                                      |
| Music Box                                                           | 1993                  | 11-09-1993            | 1(12wk)         | 91           | Bestverkochte album van 1994 / 5× Platina                                   |
| Merry Christmas                                                     | 1994                  | 26-11-1994            | 2               | 27           | Platina                                                                     |
| Daydream                                                            | 1995                  | 14-10-1995            | 1(1wk)          | 52           | Platina                                                                     |
| Butterfly                                                           | 1997                  | 27-09-1997            | 1(2wk)          | 29           | Goud                                                                        |
| VH1 Divas Live                                                      | 1998                  | 10-10-1998            | 7               | 33           | met Céline Dion, Gloria Estefan, Aretha Franklin & Shania Twain / Livealbum |
| #1's                                                                | 1998                  | 21-11-1998            | 15              | 26           | Verzamelalbum / Goud                                                        |
| Rainbow                                                             | 1999                  | 06-11-1999            | 4               | 19           | Goud                                                                        |
| Glitter                                                             | 2001                  | 22-09-2001            | 12              | 6            | Soundtrack                                                                  |
| Greatest Hits                                                       | 2001                  | 22-12-2001            | 37              | 10           | Verzamelalbum                                                               |
| Charmbracelet                                                       | 2002                  | 14-12-2002            | 30              | 19           |                                                                             |
| The Remixes                                                         | 2003                  | 01-11-2003            | 99              | 1            | Verzamelalbum                                                               |
| The Emancipation of Mimi                                            | 2005                  | 09-04-2005            | 8               | 46           |                                                                             |
| E=MC²                                                               | 2008                  | 19-04-2008            | 11              | 8            |                                                                             |
| The Ballads                                                         | 2009                  | 31-01-2009            | 5               | 6            | Verzamelalbum                                                               |
| Memoirs of an Imperfect Angel                                       | 25-09-2009            | 03-10-2009            | 26              | 4            |                                                                             |
| Merry Christmas II You                                              | 12-11-2010            | 20-11-2010            | 52              | 4            |                                                                             |
| Me. I Am Mariah... The Elusive Chanteuse                            | 31-05-2014            | 31-05-2014            | 14              | 2            |                                                                             |
| #1 to Infinity                                                      | 23-05-2015            | 23-05-2015            | 44              | 1            | Verzamelalbum                                                               |
| Caution                                                             | 16-11-2018            | 24-11-2018            | 38              | 1            |                                                                             |
| The Rarities                                                        | 2020                  | 10-10-2020            | 47              | 1            |                                                                             |

| Album met hitnotering(en) in de Vlaamse Ultratop 200 albums | Datum van verschijnen | Datum van binnenkomst | Hoogste positie | Aantal weken | Opmerkingen                                                                 |
| ----------------------------------------------------------- | --------------------- | --------------------- | --------------- | ------------ | --------------------------------------------------------------------------- |
| Daydream                                                    | 29-09-1995            | 14-10-1995            | 6               | 30           |                                                                             |
| Butterfly                                                   | 09-09-1997            | 20-09-1997            | 6               | 11           |                                                                             |
| VH1 Divas Live                                              | 06-10-1998            | 17-10-1998            | 6               | 20           | met Céline Dion, Gloria Estefan, Aretha Franklin & Shania Twain / Livealbum |
| #1's                                                        | 16-11-1998            | 28-11-1998            | 11              | 23           | Verzamelalbum                                                               |
| Rainbow                                                     | 01-11-1999            | 06-11-1999            | 14              | 22           |                                                                             |
| Glitter                                                     | 11-09-2001            | 22-09-2001            | 10              | 4            | Soundtrack                                                                  |
| Greatest Hits                                               | 30-11-2001            | 22-12-2001            | 45              | 2            | Verzamelalbum                                                               |
| Charmbracelet                                               | 02-12-2002            | 21-12-2002            | 48              | 1            |                                                                             |
| The Emancipation of Mimi                                    | 04-04-2005            | 09-04-2005            | 31              | 32           |                                                                             |
| E=MC²                                                       | 11-04-2008            | 19-04-2008            | 17              | 10           |                                                                             |
| Memoirs of an Imperfect Angel                               | 02-10-2009            | 03-10-2009            | 44              | 4            |                                                                             |
| Merry Christmas II You                                      | 12-11-2010            | 25-12-2010            | 87              | 2            |                                                                             |
| Me. I Am Mariah... The Elusive Chanteuse                    | 26-05-2014            | 07-06-2014            | 41              | 6            |                                                                             |
| 1 to Infinity                                               | 15-05-2015            | 23-05-2015            | 57              | 4            | Verzamelalbum                                                               |
| Caution                                                     | 16-11-2018            | 24-11-2018            | 38              | 6            |                                                                             |
| Merry Christmas                                             | 1994                  | 05-01-2019            | 17              | 16           |                                                                             |
| The Rarities                                                | 2020                  | 10-10-2020            | 53              | 1            |                                                                             |

### Singles
| Single met eventuele hitnotering(en) in de Nederlandse Top 40 | Datum van verschijnen | Datum van binnenkomst | Hoogste positie | Aantal weken | Opmerkingen                                                                                 |
| ------------------------------------------------------------- | --------------------- | --------------------- | --------------- | ------------ | ------------------------------------------------------------------------------------------- |
| Vision of Love                                                | 1990                  | 28-07-1990            | 8               | 11           | Nr. 8 in de Nationale Top 100                                                               |
| Love Takes Time / Sent from Up Above                          | 1990                  | 10-11-1990            | 24              | 4            | Nr. 24 in de Nationale Top 100                                                              |
| Someday                                                       | 1991                  | 02-02-1991            | 29              | 3            | Nr. 21 in de Nationale Top 100                                                              |
| Emotions                                                      | 1991                  | 28-09-1991            | 9               | 7            | Nr. 12 in de Nationale Top 100                                                              |
| Can't Let Go                                                  | 1991                  | -                     |                 |              | Nr. 77 in de Nationale Top 100                                                              |
| Make It Happen                                                | 1992                  | 23-05-1992            | tip7            | -            | Nr. 59 in de Nationale Top 100                                                              |
| I'll Be There                                                 | 1992                  | 04-07-1992            | 1(2wk)          | 13           | met Trey Lorenz / Nr. 1 in de Nationale Top 100 / Alarmschijf                               |
| If It's Over (Unplugged)                                      | 1992                  | -                     |                 |              | Nr. 80 in de Nationale Top 100                                                              |
| Dreamlover                                                    | 1993                  | 21-08-1993            | 8               | 13           | Nr. 9 in de Mega Top 50                                                                     |
| Hero                                                          | 1993                  | 27-11-1993            | 10              | 8            | nr. 13 in de Mega Top 50 / Alarmschijf                                                      |
| Without You                                                   | 1994                  | 05-03-1994            | 1(6wk)          | 18           | Nr. 1 in de Mega Top 50 / Platina                                                           |
| Anytime You Need a Friend                                     | 1994                  | 02-07-1994            | 10              | 6            | Nr. 11 in de Mega Top 50 / Alarmschijf                                                      |
| Endless Love                                                  | 1994                  | 17-09-1994            | 4               | 9            | met Luther Vandross / Nr. 6 in de Mega Top 50 / Alarmschijf                                 |
| All I Want for Christmas Is You                               | 1994                  | 10-12-1994            | 5               | 6            | Nr. 1 in de Mega Top 50                                                                     |
| Fantasy                                                       | 1995                  | 30-09-1995            | 9               | 7            | Nr. 10 in de Mega Top 50 / Alarmschijf                                                      |
| One Sweet Day                                                 | 1995                  | 09-12-1995            | 2               | 14           | met Boyz II Men / Nr. 2 in de Mega Top 50                                                   |
| Open Arms                                                     | 1996                  | 02-03-1996            | 17              | 5            | Nr. 15 in de Mega Top 50 / Alarmschijf                                                      |
| Always Be My Baby                                             | 1996                  | 20-04-1996            | 30              | 4            | Nr. 27 in de Mega Top 50                                                                    |
| Forever                                                       | 1996                  | 09-11-1996            | tip4            | -            | Nr. 47 in de Mega Top 50                                                                    |
| Honey                                                         | 1997                  | 06-09-1997            | 8               | 8            | Nr. 15 in de Mega Top 100                                                                   |
| Butterfly                                                     | 1997                  | 22-11-1997            | tip6            | -            | Nr. 52 in de Mega Top 100                                                                   |
| The Roof                                                      | 1998                  | 28-03-1998            | tip7            | -            | Nr. 63 in de Mega Top 100                                                                   |
| My All                                                        | 1998                  | 13-06-1998            | 32              | 6            | Nr. 32 in de Mega Top 100                                                                   |
| Sweetheart                                                    | 1998                  | 14-11-1998            | 14              | 6            | met JD / Nr. 22 in de Mega Top 100                                                          |
| When You Believe                                              | 1998                  | 12-12-1998            | 5               | 15           | met Whitney Houston / Nr. 4 in de Mega Top 100 / Alarmschijf                                |
| I Still Believe                                               | 1999                  | 13-03-1999            | tip2            | -            | Nr. 51 in de Mega Top 100                                                                   |
| Heartbreaker                                                  | 1999                  | 02-10-1999            | 7               | 15           | met Jay-Z / Nr. 7 in de Mega Top 100                                                        |
| Thank God I Found You                                         | 2000                  | 05-02-2000            | 24              | 6            | met Joe & 98 Degrees / Nr. 23 in de Mega Top 100                                            |
| Against All Odds / Crybaby*                                   | 2000                  | 01-07-2000            | 27              | 5            | * met Snoop Dogg / Nr. 20 in de Mega Top 100                                                |
| Against All Odds (nieuwe versie)                              | 2000                  | 07-10-2000            | 35              | 2            | met Westlife / Nr. 29 in de Mega Top 100                                                    |
| Can't Take That Away (Mariah's Theme)                         | 2000                  | 18-11-2000            | tip5            | -            | Nr. 65 in de Mega Top 100                                                                   |
| Loverboy                                                      | 2001                  | 28-07-2001            | 35              | 2            | met Cameo / Nr. 34 in de Mega Top 100                                                       |
| Never Too Far / Don't Stop (Funkin' 4 Jamaica)                | 2001                  | 22-09-2001            | tip11           | -            | Nr. 67 in de Mega Top 100                                                                   |
| Through the Rain                                              | 2002                  | 23-11-2002            | 11              | 9            | Nr. 9 in de Mega Top 100                                                                    |
| Boy (I Need You)                                              | 2003                  | 05-04-2003            | tip9            | -            | met Cam'ron / Nr. 35 in de Mega Top 50 / B2B Top 100                                        |
| I Know What You Want                                          | 2003                  | 17-05-2003            | 6               | 11           | met Busta Rhymes & The Flipmode Squad / Nr. 4 in de Mega Top 50 / B2B Top 100 / Alarmschijf |
| It's Like That                                                | 2005                  | 09-04-2005            | 26              | 4            | Nr. 13 in de Single Top 100                                                                 |
| We Belong Together                                            | 2005                  | 02-07-2005            | 2               | 13           | Nr. 3 in de Single Top 100 / Alarmschijf                                                    |
| Get Your Number                                               | 2005                  | 12-11-2005            | 7               | 7            | met Jermaine Dupri / Nr. 10 in de Single Top 100 / Alarmschijf                              |
| Don't Forget About Us                                         | 2005                  | 18-02-2006            | 32              | 2            | Nr. 27 in de Single Top 100                                                                 |
| Touch My Body                                                 | 2008                  | 12-04-2008            | 14              | 7            | Nr. 20 in de Single Top 100                                                                 |
| I'll Be Loving U Long Time                                    | 2008                  | 02-08-2008            | tip9            | -            |                                                                                             |
| Obsessed                                                      | 2009                  | 01-08-2009            | tip3            | -            | Nr. 61 in de Single Top 100                                                                 |
| #Beautiful                                                    | 2013                  | 18-05-2013            | tip20           | -            | met Miguel / Nr. 68 in de Single Top 100                                                    |
| Christmas (Baby Please Come Home)                             | 1994                  | -                     |                 |              | Nr. 32 in de Single Top 100 (2018)                                                          |
| Oh Santa!                                                     | 2020                  | 05-12-2020            | tip18           | -            | met Ariana Grande & Jennifer Hudson                                                         |

| Single met hitnotering(en) in de Vlaamse Ultratop 50 | Datum van verschijnen | Datum van binnenkomst | Hoogste positie | Aantal weken | Opmerkingen                                      |
| ---------------------------------------------------- | --------------------- | --------------------- | --------------- | ------------ | ------------------------------------------------ |
| Vision of Love                                       | 15-05-1990            | 25-08-1990            | 14              | 9            | Nr. 11 in de Radio 2 Top 30                      |
| Love Takes Time                                      | 29-10-1990            | 24-11-1990            | 38              | 1            | Nr. 29 in de Radio 2 Top 30                      |
| Someday                                              | 15-05-1990            | 09-02-1991            | 44              | 2            | Nr. 29 in de Radio 2 Top 30                      |
| Emotions                                             | 15-09-1991            | 09-11-1991            | 49              | 1            |                                                  |
| I'll Be There                                        | 26-05-1992            | 18-07-1992            | 4               | 14           | Nr. 4 in de Radio 2 Top 30                       |
| Dreamlover                                           | 17-08-1993            | 04-09-1993            | 20              | 10           | Nr. 13 in de Radio 2 Top 30                      |
| Hero                                                 | 19-10-1993            | 04-12-1993            | 45              | 1            |                                                  |
| Without You                                          | 24-01-1994            | 19-03-1994            | 1(8wk)          | 20           | Nr. 1 in de Radio 2 Top 30                       |
| Anytime You Need a Friend                            | 31-05-1994            | 02-07-1994            | 13              | 9            | Nr. 7 in de Radio 2 Top 30                       |
| Endless Love                                         | 19-09-1994            | 01-10-1994            | 2               | 15           | met Luther Vandross / Nr. 2 in de Radio 2 Top 30 |
| All I Want for Christmas Is You                      | 28-11-1994            | 17-12-1994            | 1 (1wk)         | 9            | Nr. 5 in de Radio 2 Top 30 / Goud                |
| Fantasy                                              | 12-09-1995            | 30-09-1995            | 9               | 12           | Nr. 9 in de Radio 2 Top 30                       |
| One Sweet Day                                        | 14-11-1995            | 23-12-1995            | 8               | 14           | met Boyz II Men / Nr. 8 in de Radio 2 Top 30     |
| Honey                                                | 26-08-1997            | 13-09-1997            | 30              | 8            | Nr. 30 in de Radio 2 Top 30                      |
| Butterfly                                            | 09-09-1997            | 29-11-1997            | tip5            | -            |                                                  |
| My All                                               | 21-04-1998            | 18-07-1998            | 38              | 8            |                                                  |
| Sweetheart                                           | 26-10-1998            | 14-11-1998            | tip15           | -            | met JD / Nr. 22 in de Single Top 100             |
| When You Believe                                     | 27-11-1998            | 05-12-1998            | 5               | 19           | met Whitney Houston / Nr. 5 in de Radio 2 Top 30 |
| I Still Believe                                      | 23-02-1999            | 27-03-1999            | 48              | 1            |                                                  |
| Heartbreaker                                         | 21-09-1999            | 09-10-1999            | 27              | 16           | met Jay-Z / Nr. 27 in de Radio 2 Top 30          |
| Thank God I Found You                                | 18-01-2000            | 05-02-2000            | 36              | 8            | met Joe en 98 Degrees                            |
| Against All Odds                                     | 29-05-2000            | 10-06-2000            | 26              | 11           | Nr. 26 in de Radio 2 Top 30                      |
| Against All Odds                                     | 15-09-2000            | 14-10-2000            | 50              | 1            | met Westlife                                     |
| Can't Take That Away (Mariah's Theme)                | 01-11-1999            | 02-12-2000            | tip7            | -            |                                                  |
| Loverboy                                             | 16-07-2001            | 04-08-2001            | 49              | 1            | met Cameo                                        |
| Never Too Far / Don't Stop (Funkin' 4 Jamaica)       | 23-10-2001            | 06-10-2001            | tip4            | -            |                                                  |
| Through the Rain                                     | 11-11-2002            | 11-01-2003            | 44              | 2            | Nr. 26 in de Radio 2 Top 30                      |
| I Know What You Want                                 | 12-05-2003            | 31-05-2003            | 8               | 12           | met Busta Rhymes & The Flipmode Squad            |
| Bringin' On the Heartbreak                           | 02-12-2002            | 18-10-2003            | tip11           | -            |                                                  |
| It's Like That                                       | 21-03-2005            | 09-04-2005            | 29              | 8            | Nr. 20 in de Radio 2 Top 30                      |
| We Belong Together                                   | 24-06-2005            | 16-07-2005            | 12              | 15           | Nr. 7 in de Radio 2 Top 30                       |
| Get Your Number                                      | 04-11-2005            | 12-11-2005            | 25              | 14           | Nr. 17 in de Radio 2 Top 30                      |
| Don't Forget About Us                                | 12-12-2005            | 04-03-2006            | tip1            | -            |                                                  |
| Say Somethin'                                        | 02-06-2006            | 10-06-2006            | tip3            | -            | met Snoop Dogg                                   |
| Touch My Body                                        | 28-03-2008            | 12-04-2008            | 14              | 11           | Nr. 7 in de Radio 2 Top 30                       |
| Bye Bye                                              | 20-06-2008            | 05-07-2008            | tip15           | -            |                                                  |
| Obsessed                                             | 06-07-2009            | 25-07-2009            | tip14           | -            |                                                  |
| All I Want for Christmas Is You (SuperFestive!)      | 05-12-2011            | 17-12-2011            | tip35           | -            | met Justin Bieber                                |
| When Christmas Comes                                 | 28-11-2011            | 24-12-2011            | tip94           | -            | met John Legend                                  |
| Triumphant (Get 'Em)                                 | 03-08-2012            | 15-09-2012            | tip91           | -            | met Rick Ross & Meek Mill                        |
| Almost Home                                          | 18-02-2013            | 23-02-2013            | tip8            | -            | Nr. 20 in de Radio 2 Top 30                      |
| #Beautiful                                           | 06-05-2013            | 11-05-2013            | tip50           | -            | met Miguel                                       |
| You're Mine (Eternal)                                | 12-02-2014            | 22-03-2014            | tip49           | -            |                                                  |
| The Star                                             | 20-10-2017            | 23-12-2017            | tip             | -            |                                                  |
| GTFO                                                 | 14-09-2018            | 22-09-2018            | tip             | -            |                                                  |
| With You                                             | 04-10-2018            | 10-11-2018            | tip             | -            |                                                  |
| Oh Santa!                                            | 04-12-2020            | 19-12-2020            | tip             | -            | met Ariana Grande & Jennifer Hudson              |

### NPO Radio 2 Top 2000
| Nummers met noteringen in de NPO Radio 2 Top 2000 | '99 | '00  | '01  | '02  | '03  | '04  | '05  | '06  | '07  | '08  | '09  | '10  | '11  | '12  | '13  | '14  | '15  | '16  | '17  | '18 | '19 | '20 | '21 | '22 | '23 | '24 |
| ------------------------------------------------- | --- | ---- | ---- | ---- | ---- | ---- | ---- | ---- | ---- | ---- | ---- | ---- | ---- | ---- | ---- | ---- | ---- | ---- | ---- | --- | --- | --- | --- | --- | --- | --- |
| All I Want for Christmas Is You                   | -   | -    | -    | -    | -    | -    | -    | 1338 | 1024 | 1819 | 1096 | 1123 | 1246 | 1189 | 1149 | 1307 | 1093 | 1074 | 1019 | 814 | 722 | 856 | 879 | 793 | 758 | 782 |
| Hero                                              | 487 | -    | 1496 | 1567 | 1875 | 1548 | 1859 | -    | -    | -    | -    | -    | -    | -    | -    | -    | -    | -    | -    | -   | -   | -   | -   | -   | -   | -   |
| I'll Be There (met Trey Lorenz)                   | 789 | 1033 | -    | -    | -    | 1897 | -    | -    | -    | -    | -    | -    | -    | -    | -    | -    | -    | -    | -    | -   | -   | -   | -   | -   | -   | -   |
| Without You                                       | -   | -    | -    | -    | 1964 | 1805 | -    | -    | -    | -    | -    | -    | -    | -    | -    | -    | -    | -    | -    | -   | -   | -   | -   | -   | -   | -   |

1. ↑  Een '-' betekent dat het nummer niet was genoteerd en een vetgedrukt getal geeft de hoogste notering van een nummer aan.

## Tournees
- Music Box Tour (1993)
- Daydream World Tour (1996)
- Butterfly World Tour (1998)
- Rainbow World Tour (2000)
- Charmbracelet World Tour (2003–2004)
- The Adventures of Mimi (2006)
- Angels Advocate Tour (2009–2010)
- The Elusive Chanteuse Show (2014)
- The Sweet Sweet Fantasy Tour (2016)
- All I want for Christmas Tour (2018)
- Caution World Tour (2018–2019)

### Residentiële shows
- All I Want for Christmas Is You: A Night of Joy and Festivity (2014–2015)
- Mariah Carey Number 1's (2015–2016)